# Lomtjärnen (Arjeplogs socken, Lappland, 732430-161809)
Lomtjärnen är en sjö i Arjeplogs kommun i Lappland och ingår i Skellefteälvens huvudavrinningsområde. Sjön har en area på 0,269 kvadratkilometer och ligger 495,1 meter över havet.

## Delavrinningsområde
Lomtjärnen ingår i det delavrinningsområde (732470-161629) som SMHI kallar för Utloppet av Stor-Laxsjön. Medelhöjden är 524 meter över havet och ytan är 14,36 kvadratkilometer. Räknas de 3 avrinningsområdena uppströms in blir den ackumulerade arean 32,45 kvadratkilometer. Laxbäcken som avvattnar avrinningsområdet har biflödesordning 2, vilket innebär att vattnet flödar genom totalt 2 vattendrag innan det når havet efter 292 kilometer. Avrinningsområdet består mestadels av skog (79 procent). Avrinningsområdet har 2,56 kvadratkilometer vattenytor vilket ger det en sjöprocent på 17,8 procent.